# Alorus
De heilige Alorus, ook Alor of Alour van Quimper, (gestorven 462) was een Franse bisschop. Alorus werd de derde bisschop van Quimper na Corentinus en Conogan. Hij was bisschop van 456 tot 462.
Over Alorus is weinig met zekerheid geweten. In 440 zou hij bemiddeld hebben in de vredesonderhandelingen tussen de Bretoenen en de Romeins bevelhebber Flavius Aëtius. In 465 zou hij deelgenomen hebben aan het concilie van Vannes, doch als dit klopt, is zijn overlijdensjaar niet juist.
Alorus zou de parochie Tréméoc gesticht hebben. In Tréméoc is nog een Eglise Saint-Alour uit de 14e eeuw.
Zijn feestdag wordt gevierd op 26 oktober. In Finistère is hij patroonheilige van de paarden.